# Jatibaru (Jatisari)
Jatibaru is een bestuurslaag in het regentschap Karawang van de provincie West-Java, Indonesië. Jatibaru telt 5432 inwoners (volkstelling 2010).